# Conde de Tomar
Conde de Tomar é um título nobiliárquico criado por D. Maria II de Portugal, por Decreto de 8 de Setembro de 1845, em favor de António Bernardo da Costa Cabral, depois 1.º Marquês de Tomar.
Titulares
1. António Bernardo da Costa Cabral, 1.º Conde e 1.º Marquês de Tomar;
2. António Bernardo da Costa Cabral Júnior, 2.º Conde de Tomar;
3. Bartolomeu Dias e Sousa da Costa Cabral, 3.º Conde de Tomar.

Após a Implantação da República Portuguesa, e com o fim do sistema nobiliárquico, usou o título: 
1. António de Alcântara Bernardo de Carvalho e Vasconcelos da Costa Cabral, 4.º Conde de Tomar;
2. Bartolomeu Costa Cabral, 5.º Conde de Tomar.[2]